# 追いつ追われつ (1965年の映画)
『追いつ追われつ』（おいつおわれつ、原題：Ah,Sweet Mouse-Story of Life）は、「トムとジェリー」の作品の一つ。1965年製作。製作はチャック・ジョーンズ。

## スタッフ
- 製作・監督 - チャック・ジョーンズ
- 共同監督 - モーリス・ノブル
- 制作担当 - レス・ゴールドマン
- 作画 - ディック・トンプソン、ベン・ワーシャム、ケン・ハリス、ドン・トウスリー、トム・レイ
- 脚本 - チャック・ジョーンズ、マイケル・マルティーズ
- 背景 - ロバート・グリッブルーク
- 声の出演 - ジューン・フォーレイ、メル・ブランク
- 音楽 - ユージン・ポッダニー

## 作品内容
凄まじい勢いでジェリーを追いかけるトムだが、すばしっこいジェリーをなかなか捕まえることができない。
やがて追いかけっこの舞台は、落下の危険性が高い高層マンションの屋外にまで及ぶ。ジェリーは偶然見つけたエアホーンを武器にトムに応戦するが、とうとう捕まってしまった。ついにジェリーを引っ捕え満悦のトムだが、雨樋に突っ込んだせいで身動きが取れなくなってしまった事に気付き困り果てる。
そんなトムにジェリーは再びエアホーンの爆音を浴びせる。衝撃で雨樋から解放されたトムはジェリーに感謝の気持ちを示す。握手と口づけを済ませたところで追いかけっこを再開するのだった。

## 登場キャラクター
トム
ジェリーをひたすら追いかけるが失敗の連続。ラストでようやくジェリーを捕まえてみせるが長い雨樋に体を詰まらせて身動きが取れなくなってしまい、ジェリーの助けを得る。
ジェリー
エアホーンや具現化能力を駆使しトムをやり込める。最終的に捕まってしまうが身動きを封じられたトムを救出し、改めて追いかけっこを再開した。

## 日本でのテレビ放映
1980年頃、日本テレビ系「木曜スペシャル・おかしなおかしな　トムとジェリー　大行進」の枠内で放映され、その後も再放送された。DVDにも収録。